# Diphasia cristata
Diphasia cristata is een hydroïdpoliep uit de familie Sertulariidae. De poliep komt uit het geslacht Diphasia. Diphasia cristata werd in 1920 voor het eerst wetenschappelijk beschreven door Billard. 